# László Kalmár (matematico)
László Kalmár (Edde, 27 marzo 1905 – Mátraháza, 2 agosto 1976) è stato un matematico ungherese, conosciuto per i suoi contributi in logica matematica e informatica teorica, argomenti dei quali è stato un pioniere in Ungheria.